# El señor doctor
El señor doctor es una película de comedia familiar mexicana de 1965 escrita y dirigida por Miguel M. Delgado y protagonizada por Mario Moreno "Cantinflas", Marta Romero y Miguel Ángel Álvarez.

## Argumento
El Dr. Salvador Medina (Cantinflas) es un médico rural que se desenvuelve en las afueras de la capital. Se encuentra con muchos y diversos avances científicos y tecnológicos en el campo de la medicina, de manera que viéndose en la necesidad de adaptarse a las nuevas tecnologías médicas se traslada a la Ciudad de México como interno en el Centro Médico del Instituto Mexicano del Seguro Social (IMSS) para ponerse al día.
Tras su llegada al hospital, el Dr. Medina inmediatamente entra en conflicto con su supervisor y jefe de Enseñanza en el IMSS, el Dr. Miguel Villanueva (Miguel Ángel Álvarez), mientras se acerca a la Enfermera Laura Villanueva (Marta Romero) quien, sin saberlo Salvador al principio, es la hermana del Dr. Villanueva. En su actividad médica, Salvador atiende a varios pacientes aumentando su autoestima, como en el caso de una paciente anciana (Prudencia Grifell) que se siente muy sola y abandonada de su único pariente, un nieto llamado Isidro Martínez (José Chávez), y otra quien es una ancianita coqueta (Paz Villegas); así como un paciente que está casi completamente vendado (Ramón Valdés «Don Ramón») y otro que ni siquiera podría alimentarse (Guillermo Bravo Sosa).
En una de las habitaciones del hospital, Salvador conoce a Alberto «Beto» (Pepito Velázquez), un niño paciente de ocho años, quien tiene un tumor cerebral que ha crecido lo suficiente como para perturbar su visibilidad y asimismo Beto llama a Salvador con el apodo de «Chava». El caso de Beto conmueve a Salvador y le brinda atención especial, a pesar de que el caso está bajo la responsabilidad de otro médico amigo y compañero de Salvador, el Dr. Pablo Montero (Tony Carbajal). Los padres de Beto están separados y sus diferencias personales afectan el estado de ánimo del mismo Beto.
El padre de Beto (Wolf Ruvinskis) en particular se opone a que operen a su hijo, porque no quiere que se realicen experimentos médicos con la salud del niño, incluso cuando la cirugía es la única forma de salvarlo. Sin embargo, cuando la situación de Beto se vuelve riesgosa y crítica (como se demuestra cuando pierde la vista por completo), Salvador decide realizar una cirugía contra los deseos de su padre, arriesgando su condición de continuar ejerciendo la profesión de médico. 
Al final, Salvador tiene éxito y Beto está en camino a la recuperación y los dos se reencuentran, y mientras se lleva a cabo la inauguración de un nuevo hospital en el pueblo natal de Salvador, que permanecerá bajo su dirección, reaparecen el Dr. Montero y el Dr. Marín juntos, y los padres de Beto se reconcilian y se disculpan con Salvador, quien a su vez recibe la aceptación del Dr. Villanueva y su hermana, la Enfermera Laura, quien oficialmente se convierte en la novia de Salvador.

## Reparto
- Mario Moreno "Cantinflas" como Dr. Salvador Medina «Chava»
- Marta Romero como Enfermera Laura Villanueva.
- Miguel Ángel Álvarez como Dr. Miguel Villanueva
- Prudencia Grifell como Paciente, abuela de Isidro Martínez.
- Wolf Ruvinskis como Padre de Alberto.
- Guillermo Zetina como Dr. Marín
- Tony Carbajal como Dr. Pablo Montero.
- Pepito Velázquez como Alberto «Beto».
- Carlos Riquelme como Administrador del hospital.
- Rosa Elena Durgel como Madre de Alberto.
- Alberto Catalá como Paciente ambidextro.
- Consuelo Monteagudo como Suegra de paciente neurótica.
- José Chávez como Isidro Martínez.
- Paz Villegas como Paciente, ancianita coqueta.
- Ada Carrasco como Doña Lola.
- Arturo Castro «Bigotón» como Comisario.
- Guillermo Bravo Sosa como Paciente malnutrido (no acreditado).
- Margarita Delgado como Enfermera (no acreditada).
- Pedro Elviro como Paciente con televisión (no acreditado).
- Carmelita González como Paciente neurótica (no acreditada).
- Benny Ibarra como Beatnik en cantina #1 (no acreditado).
- Alejandro Suárez como Beatnik en cantina #2 (no acreditado).
- Ramón Valdés como Paciente vendado (no acreditado).
- Jorge Zamora como Hombre en cantina (no acreditado).
- Alfonso Zayas como Beatnik en cantina #3 (no acreditado).